# Conostomium quadrangulare
Conostomium quadrangulare är en måreväxtart som först beskrevs av Alfred Barton Rendle, och fick sitt nu gällande namn av Georg Cufodontis. Conostomium quadrangulare ingår i släktet Conostomium och familjen måreväxter. Inga underarter finns listade i Catalogue of Life.